# Dankowice-Piaski
Pour les articles homonymes, voir Dankowice.
Dankowice-Piaski (prononciation : [dankɔˈvitsɛ ˈpjaskʲi]) est une localité polonaise de la gmina de Krzepice, située dans le powiat de Kłobuck en voïvodie de Silésie.